# Karl Schwend
Karl Schwend (* 30. Mai 1890 in Bayreuth; † 24. Februar 1968 in München) war ein hoher bayerischer Beamter und Politiker (BVP, CSU). Von 1950 bis 1954 leitete er die Bayerische Staatskanzlei.

## Biographie
Schwend besuchte das humanistische Gymnasium in Bayreuth und schlug nach dem Abitur 1909 die Offizierslaufbahn im Bayerischen Heer ein. Während des Ersten Weltkriegs war er Kompanie- und Bataillonsführer und studierte anschließend an der Ludwig-Maximilians-Universität München Rechts- und Staatswissenschaften sowie Bayerische Geschichte. 1923 wurde er Mitglied der katholischen Studentenverbindung K.D.St.V. Rheno-Franconia München.
Von 1920 bis 1933 war er Hauptschriftleiter der Bayerischen Volkspartei-Correspondenz und enger Vertrauter der BVP-Politiker Heinrich Held, Georg Wohlmuth und Fritz Schäffer. 1933 verlor er wegen seiner politischen Tätigkeit seine Stellung und fand erst 1937 wieder eine Anstellung in den Dornier-Werken München, in denen er für den Werkschutz zuständig war. 1940 wurde Schwend NSDAP-Mitglied.
Nach Ende des Krieges arbeitete Schwend im Umfeld der Bayerischen Staatskanzlei und deren Leiter Anton Pfeiffer. Er entwickelte sich zu einem der engsten Mitarbeiter des bayerischen Ministerpräsidenten Hans Ehard und wurde 1947 zum Leiter der Abteilung Innenpolitik der Staatskanzlei ernannt. Während der Verfassungsberatungen in Herrenchiemsee und Bonn vertrat er Pfeiffer als Leiter der Staatskanzlei. 1950 schließlich übernahm er als Ministerialdirektor die Leitung offiziell von Pfeiffer und behielt diese bis zu seiner Pensionierung 1954. Von Juli 1955 bis 1956 war er Mitglied des Personalgutachterausschusses für die neue Bundeswehr.
1958 wurde Schwend zum Generalsekretär der Akademie der Bildenden Künste in München gewählt.

## Ehrungen
- 1955: Großes Verdienstkreuz mit Stern der Bundesrepublik Deutschland

## Werke
- Bayern zwischen Monarchie und Diktatur. München 1954.
- Bayerische Politik. Ansprachen und Reden des bayerischen Ministerpräsidenten. Ausgewählt und eingeleitet von Karl Schwend. München 1952.